# Magdeleine Marx-Paz
Magdeleine Marx-Paz (Étampes, 6 luglio 1889 – Parigi, 12 settembre 1973) è stata una scrittrice, giornalista e politica francese.

## Attività letteraria e politica
Magdeleine Legendre, convinta femminista e pacifista, fu una tra le rare donne giornaliste e militanti dell'epoca. I suoi primi scritti sono firmati inizialmente con il nome del primo marito, Henri Marx, professore e scrittore socialista e, a partire dal 1924, dopo il suo secondo matrimonio con l'avvocato comunista Maurice Paz, sotto il nome di Paz.
Nel 1919 viene pubblicato, con prefazione di Henri Barbusse, il suo romanzo Donna, che rappresenta un messaggio di emancipazione per l'universo femminile.
Fin dalla sua fondazione, sempre nel 1919, partecipa al movimento Clarté e al Comité directeur di "Clarté Bulletin" e della rivista omonima sorta nel 1921.
Nell'ambito di "Clarté" si lega di profonda amicizia con Victor Serge, condividendo con lui le pagine dedicate alla Russia sovietica. Negli stessi anni, in occasione del grave problema della fame vissuto nella regione del Volga, partecipa alla fondazione del Comité de secours aux enfant, nell'ambito del quale incontra la nota militante rivoluzionaria Clara Zetkin.
Iscritta al P.C.F., partecipa a un viaggio di sei mesi in Unione Sovietica, pubblicando al suo ritorno, nel 1923, il suo primo reportage intitolato C'est la lutte finale!.
Sempre nel 1923, probabilmente in concomitanza alla rottura verificatasi tra Clarté e Henri Barbusse (al quale rimarrà molto legata e con il quale collaborerà nuovamente nella redazione di "Monde"), Magdeleine interrompe la sua collaborazione con la rivista, pur condividendone la stessa evoluzione politica verso il trotskismo.
Espulsa dal P.C.F., nel 1929 entrerà in conflitto anche con Trockij, in merito all'organizzazione e alla direzione del gruppo dell'Opposition de gauche.
In seguito aderisce alla S.F.I.O. e a partire dal 1931-32 si occupa senza tregua del caso Victor Serge che, tornato dalla Russia, subiva la persecuzione del governo staliniano. In queste gravi circostanze Victor Serge indirizza a diversi intellettuali, tra cui Magdeleine Marx, una lettera testamento, spedita clandestinamente.
In seguito al suo imprigionamento, Magdeleine Marx inizia attivamente a sensibilizzare gli intellettuali sul suo caso, fino al noto intervento al Congrès des Écrivains nel 1935 realizzato grazie all'appoggio di André Gide e malgrado l'ostruzionismo degli organizzatori comunisti.
Particolarmente attiva nella campagna antifascista, Magdeleine Marx richiama gli intellettuali all'unità d'azione, militando parallelamente contro la dittatura staliniana. Firmataria dei due appelli, l'Appel à la lutte contro il fascismo nel 1934 e l'Appel aux homme contro i processi di Mosca nel 1936, condivide con la S.F.I.O (Sezione francese dell'Internazionale operaia) l'esperienza del Front Populaire e contemporaneamente partecipa al Comité pour l'enquete sur les procés de Moscou et pour la defèfense de la liberté d'opinion dans la révolution.
Sempre a partire dal 1936 Magdeleine Marx crea e dirige la pagina letteraria di "Le Populaire", interessandosi ai problemi culturali e alle effettive possibilità della letteratura proletaria.
Nel settembre 1938, fonda con Yvonne Hagnauer e Jeanne Alexandre La Lega delle donne pacifiste (Ligue des femmes pour la paix), dimostrando la sua continua vitalità come militante di sinistra.
Lo scoppio della guerra costituisce per lei una tale delusione nelle possibilità della lotta politica da farla decidere per l'abbandono di tutta l'attività militante. Da questo momento e fino alla morte, avvenuta nel 1973, si dedica alla traduzione dall'inglese di numerosi autori contemporanei.

## Opere
- Femme, Flammarion, Paris, 1919 con l'introduzione di Henri Barbusse
- C'est la lutte finale ! (Six mois en Russie soviétique), Flammarion, Paris, 1923 ; De Communistische Gids 3, 1924
- La Perfide (Par les routes d'Asie Mineure), Flammarion, Paris, 1925
- Notre père, sans nom d'éditeur, 1925
- Une grande grève aux États-Unis : Passaic, 1926, Librairie du Travail, Paris, 1927
- Frère noir, Flammarion, Paris, 1930
- Une seule chair, Corréa, 1933
- Femmes à vendre, Rieder, Paris, 1936
- Aux portes du camp de rassemblement des sujets allemands et autrichiens, Le Populaire, 12. septembre 1939, p. 1-2; réimpression en Hanna Schramm, Barbara Vormeier: Vivre à Gurs. Un camp de concentration français 1940 - 1941. Maspero, Paris 1979 ISBN 2707110701 p. 287 - 290 (Livre traduit de l'allemand; M. Paz seulement dans la version française)
- La vie d'un grand homme, George Sand, Corréa, 1947